# Here Come the Waves
Here Come the Waves (bra: O Canto da Sereia ou A Tentação da Sereia) é um filme estadunidense de 1944, do gênero comédia musical, dirigido por Mark Sandrich e estrelado por Bing Crosby e Betty Hutton.

## A produção
O ponto alto é a cena em que Crosby personifica Frank Sinatra ao cantar a clássica That Old Black Magic, de Harold Arlen e Johnny Mercer, que aparecera anteriormente em Star Spangled Rhythm.
Yvonne De Carlo e muitos outros astros de Hollywood aparecem rapidamente, sem receber créditos.
O filme obteve uma indicação ao Oscar, na categoria Melhor Canção, com Accentuate the Positive, também escrita por Arlen e Mercer e é, segundo Ken Wlaschin, um dos dez melhores da carreira de Betty Hutton.

## Elenco
| Ator/Atriz      | Personagem             |
| --------------- | ---------------------- |
| Bing Crosby     | Johnny Cabot           |
| Betty Hutton    | Susan/Rosemary Allison |
| Sonny Tufts     | Windy                  |
| Ann Doran       | Ruth                   |
| Gwen Crawford   | Tex                    |
| Noel Neill      | Dorothy                |
| Catherine Craig | Tenente Townsend       |

## Principais premiações
| Prêmio | Categoria     | Situação |
| ------ | ------------- | -------- |
| Oscar  | Melhor Canção | Indicado |